# Adelia Marra
Adelia Marra (Como, 1º marzo 1979) è una pattinatrice di velocità in-line italiana.
Ha esordito alle Olimpiadi Invernali di Torino 2006 finendo ventesima nei 3.000 metri e trentunesima nei 1.500 metri.
Gareggia con il Circolo Pattinatori Pinè-Pulinet, ha esordito in nazionale nel 2003.
In precedenza ha gareggiato nel pattinaggio a rotelle conquistando 3 titoli mondiali (nei 300 metri a cronometro nel 1997 ,la maratona nel 1998), 23 titoli europei e oltre 50 titoli italiani.

## Risultati
- 2003 / 2004

Campionati Europei Allround
20º 500 m Heerenveen (Paesi Bassi)

21º 1500 m Heerenveen (Paesi Bassi)

23º 1000 m Heerenveen (Paesi Bassi)

21º Overall Heerenveen (Paesi Bassi)
- 2004 / 2005

Campionati Mondiali Distanza singola
5º ins. a Squadre / team pursuit Inzell (Germania)

Campionati Europei
18º 3000 m Heerenveen (Paesi Bassi)

21º 500 m Heerenveen (Paesi Bassi)

21º 1500 m Heerenveen (Paesi Bassi)

19º Overall Heerenveen (Paesi Bassi)
- 2005/2006

Campionati Europei Allround
11º 3000m Hamar (Norvegia)

12º 5000 m Hamar (NOR)

14º 500 m Hamar (NOR)

17º 1500 m Hamar (NOR)

13º Overall Hamar (NOR)
Coppa del Mondo
4º 3000 m B Torino (ITA)

6º 5000 m B Heerenveen (Paesi Bassi)

8º 1500 m B Torino (ITA)

10º 1000 m B Torino (ITA)

11º 3000 m B Calgary (Canada)

12º 3000 m B Salt Lake City (USA)

17º 500 m Collalbo (ITA)

17º 1000 m Collalbo (ITA)

## Record personali
500 m 41,64

1000 m 1.21,10

1500 m 2.05,16

3000 m 4.09,52 record italiano

5000 m 7.33,47